# کلونا (میناس گرایس)
کلونا (به پرتغالی: Coluna) یک منطقهٔ مسکونی در برزیل است که در میناز ژرایس واقع شده‌است. کلونا ۸٬۸۴۱ نفر جمعیت دارد و ۶۹۱ متر بالاتر از سطح دریا واقع شده‌است.